# Boruta (książę karantański)
Boruta (także Borut, żył w VIII wieku) – władca Karantanii, panujący w latach ok. 740−750. Zagrożony przez Awarów zwrócił się o pomoc do Bawarii, w zamian za którą musiał uznać jej zwierzchnictwo. 
Następcą Boruty został jego syn Gorazd, a następnie bratanek Chotimir. Za ich panowania miała miejsce chrystianizacja państwa karantańskiego.